# Annals de l'Institut d'Estudis Empordanesos
Annals de l'Institut d'Estudis Empordanesos és una publicació de l'Institut d'Estudis Empordanesos (IEE), que recull articles d'investigació en diferents àmbits relacionats amb l'Empordà. El primer número va aparèixer el 1959.